# Maksim Salaš
Maksim Iharavič Salaš (in bielorusso Максім Ігаравіч Салаш?; Minsk, 6 maggio 1996) è un cestista bielorusso.

## Palmarès
- Campionati bielorussi: 1

Cmoki Minsk: 2017-18
- Campionato estone: 1

Kalev/Cramo: 2018-19
- Coppa di Bielorussia: 1

Cmoki Minsk: 2018
- Coppa di Russia: 1

Nižnij Novgorod: 2022-2023
- Basketball Champions League: 1

San Pablo Burgos: 2020-21
- Coppa Intercontinentale: 1

San Pablo Burgos: 2021